# Montferrat (Var)
Pour les articles homonymes, voir Montferrat.
Montferrat est une commune française située dans le département du Var en région Provence-Alpes-Côte d'Azur.
Les habitants sont les Montferratois et les Montferratoises.

## Géographie

### Localisation
La commune est située à 5 kilomètres de Châteaudouble, 8 de Figanières, et 15 de Draguignan.

### Géologie et relief
La superficie de l'emprise militaire sur la commune de Montferrat est de 2 001 ha sur 3 401 sur l'ensemble de la commune.

### Intercommunalité
Montferrat fait partie de la communauté de Dracénie Provence Verdon agglomération (ex-communauté d'agglomération Dracénoise) qui regroupe vingt-trois communes du département du Var, dont Draguignan de 110 019 habitants en 2019, créée le 31 octobre 2000. Les 23 communes composant la communauté d'agglomération en 2017 sont (par ordre alphabétique) :
- Communes fondatrices
  - Draguignan ; Châteaudouble ; Figanières ; La Motte ; Les Arcs ; Lorgues ; Taradeau ; Trans-en-Provence
- Communes ayant adhéré ultérieurement
  - Ampus ; Bargemon ; Bargème ; Callas ; Claviers ; Comps-sur-Artuby ;  Flayosc ; La Bastide ; La Roque-Esclapon ; Le Muy ; Montferrat ; Saint-Antonin-du-Var ; Salernes ; Sillans-la-Cascade ; Vidauban

### Voies de communications et transports

#### Voies routières
La D 955 : de Montferrat à Comps passe devant le camp bâti du Camp de Canjuers

#### Transports en commun
- Transport en Provence-Alpes-Côte d'Azur

Commune desservie par le réseau régional Zou ! (ex-Varlib).
Dans le Var, avec Varlib, 248 lignes (lignes scolaires comprises) assurent les rotations entre les communes varoises, en dehors des zones urbaines de Toulon, Draguignan et Fréjus-Saint Raphaël. Les bus des Transports en Dracénie relient la commune à Draguignan.

### Sismicité
Il existe trois zones de sismicités dans le Var : 
- Zone 0 : Risque négligeable. C'est le cas de bon nombre de communes du littoral varois, ainsi que d'une partie des communes du centre Var. Malgré tout, ces communes ne sont pas à l'abri d'un effet tsunami, lié à un séisme en mer.
- Zone Ia : Risque très faible. Concerne essentiellement les communes comprises dans une bande allant de la montagne Sainte-Victoire, au massif de l'Esterel.
- Zone Ib : Risque faible. Ce risque le plus élevé du département (qui n'est pas le plus haut de l'évaluation nationale), concerne 21 communes du nord du département.

La commune de Montferrat est en zone sismique de très faible risque "Ia".

### Hydrographie et les eaux souterraines
- La Nartuby prend sa source au Nord de Montferrat à l'ancien moulin de la Madeleine[7].
- Surveillance des eaux de surface et souterraines[8]. Cours d'eau sur la commune ou à son aval :

rivière l'Artuby,
ruisseau la Risse (Y5301600), le Beaudron ou ruisseau des Sorgues (rg),
vallons de la Magdeleine, de Saint-Paul, de la Baume Garnier, de Bivosque,
Riou Sec.

### Protection de l'environnement
La commune est dotée d'une station d'épuration de 1 700 Équivalent Habitants, commune à Montferrat et Châteaudouble.

### Climat
Pour des articles plus généraux, voir Climat de Provence-Alpes-Côte d'Azur et Climat du Var.
En 2010, le climat de la commune est de type climat méditerranéen altéré, selon une étude du Centre national de la recherche scientifique s'appuyant sur une série de données couvrant la période 1971-2000. En 2020, Météo-France publie une typologie des climats de la France métropolitaine dans laquelle la commune est exposée à un climat méditerranéen et est dans la région climatique  Var, Alpes-Maritimes, caractérisée par une pluviométrie abondante en automne et en hiver (250 à 300 mm en automne), un très bon ensoleillement en été (fraction d’insolation > 75 %), un hiver doux (8 °C) et peu de brouillards. 
Pour la période 1971-2000, la température annuelle moyenne est de 12,7 °C, avec une amplitude thermique annuelle de 16,4 °C. Le cumul annuel moyen de précipitations est de 1 065 mm, avec 6,8 jours de précipitations en janvier et 3,5 jours en juillet. Pour la période 1991-2020, la température moyenne annuelle observée sur la station météorologique de Météo-France la plus proche, « Draguignan_sapc », sur la commune de Draguignan à 8 km à vol d'oiseau, est de 15,4 °C et le cumul annuel moyen de précipitations est de 865,0 mm. 
La température maximale relevée sur cette station est de 40,8 °C, atteinte le 27 juin 2019 ; la température minimale est de −8,8 °C, atteinte le 30 décembre 2005,,. 
Les paramètres climatiques de la commune ont été estimés pour le milieu du siècle (2041-2070) selon différents scénarios d'émission de gaz à effet de serre à partir des nouvelles projections climatiques de référence DRIAS-2020. Ils sont consultables sur un site dédié publié par Météo-France en novembre 2022.

## Urbanisme

### Typologie
Au 1er janvier 2024, Montferrat est catégorisée commune rurale à habitat dispersé, selon la nouvelle grille communale de densité à sept niveaux définie par l'Insee en 2022.
Elle est située hors unité urbaine et hors attraction des villes,.

### Occupation des sols
L'occupation des sols de la commune, telle qu'elle ressort de la base de données européenne d’occupation biophysique des sols Corine Land Cover (CLC), est marquée par l'importance des forêts et milieux semi-naturels (85,8 % en 2018), en diminution par rapport à 1990 (87,2 %). La répartition détaillée en 2018 est la suivante : 
forêts (60,4 %), milieux à végétation arbustive et/ou herbacée (24,5 %), zones industrielles ou commerciales et réseaux de communication (8,7 %), zones agricoles hétérogènes (3,8 %), prairies (1,8 %), espaces ouverts, sans ou avec peu de végétation (0,8 %). L'évolution de l’occupation des sols de la commune et de ses infrastructures peut être observée sur les différentes représentations cartographiques du territoire : la carte de Cassini (XVIIIe siècle), la carte d'état-major (1820-1866) et les cartes ou photos aériennes de l'IGN pour la période actuelle (1950 à aujourd'hui).

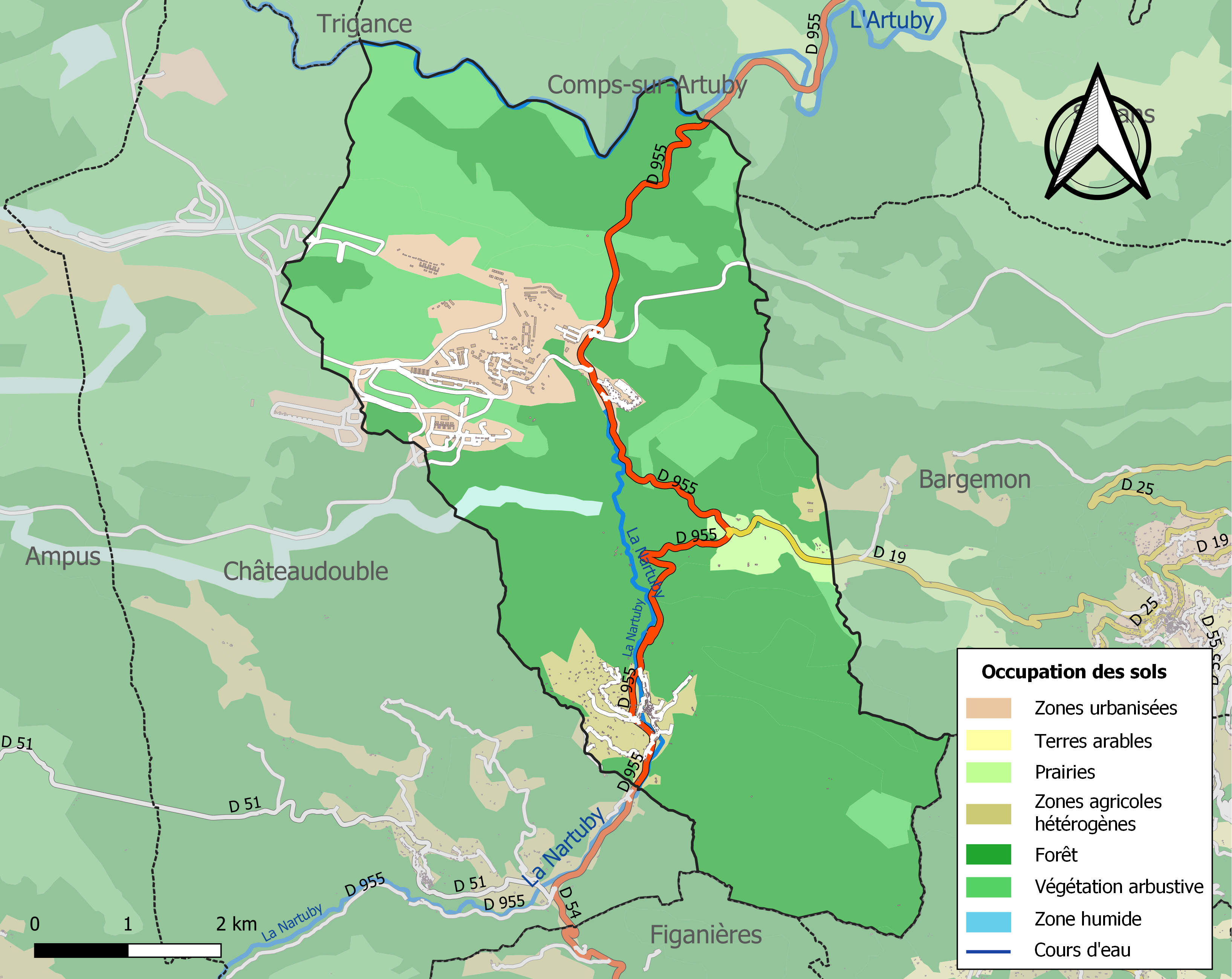
Carte des infrastructures et de l'occupation des sols de la commune en 2018 (CLC).

## Toponymie
Montferrat s'écrit Mountferrat en provençal de norme mistralienne.

## Histoire
En 1135, la cité s'appelait "De Monte Ferrato" (le mont qui contient du fer). Des mines de fer ont d'ailleurs été exploitées jusqu’au XXe siècle. Le village faisait partie de la seigneurie des Villeneuve.
Au XIIe siècle, l’abbaye Saint-André de Villeneuve-lès-Avignon y possédait l’église rurale Sancti Pontii dont elle percevait les revenus.
Le nouveau village a été édifié à proximité de l'ancienne voie romaine.

## Blasonnement
|  | Les armoiries de Montferrat se blasonnent ainsi : D'argent à la montagne isolée surmontée de trois molettes rangées en fasce, le tout de sable. |

## Économie

### Budget et fiscalité 2020
En 2020, le budget de la commune était constitué ainsi :
- total des produits de fonctionnement : 1 006 000 €, soit 645 € par habitant ;
- total des charges de fonctionnement : 872 000 €, soit 559 € par habitant ;
- total des ressources d’investissement : 315 000 €, soit 202 € par habitant ;
- total des emplois d’investissement : 377 000 €, soit 242 € par habitant.
- endettement : 615 000 €, soit 394 € par habitant.

Avec les taux de fiscalité suivants :
- taxe d’habitation : 12,07 % ;
- taxe foncière sur les propriétés bâties : 10,81 % ;
- taxe foncière sur les propriétés non bâties : 67,55 % ;
- taxe additionnelle à la taxe foncière sur les propriétés non bâties : 0,00 % ;
- cotisation foncière des entreprises : 0,00 %.

Chiffres clés Revenus et pauvreté des ménages en 2018 : Médiane en 2018 du revenu disponible,  par unité de consommation : 18 300 €.

### Entreprises et commerces

#### Tourisme
- L'hôtel restaurant Le Clos Pierrepont du XVIIe siècle[33].

#### Commerces et services
- Commerces et services de proximité : tabacs, boulangerie-pâtisserie, épicerie, station service[34].

#### Artisanat d'art
- Céramiste.

## Politique et administration
| Période                                  | Période          | Identité                             | Étiquette | Qualité                |
| ---------------------------------------- | ---------------- | ------------------------------------ | --------- | ---------------------- |
| Les données manquantes sont à compléter. |                  |                                      |           |                        |
| 1919                                     | 1925             | Léonce Lauthier                      | SFIO      | Coiffeur puis cafetier |
| 1929                                     | 1936             | Amédée Lauthier (frère du précédent) | SFIO      | Propriétaire           |
| 1947                                     | 1954             | Léonce Lauthier                      | SFIO      |                        |
| 1954                                     | 1958 (démission) | Marius Bauchière                     | SFIO      | Cultivateur            |
| 1958                                     | 1959 (décès)     | Léonce Lauthier                      | SFIO      |                        |
|                                          |                  |                                      |           |                        |
| mars 2001                                | en cours         | M. Raymond Gras                      | DVG       | Retraité agricole      |

## Population et société

### Démographie

#### Évolution démographique
L'évolution du nombre d'habitants est connue à travers les recensements de la population effectués dans la commune depuis 1793. Pour les communes de moins de 10 000 habitants, une enquête de recensement portant sur toute la population est réalisée tous les cinq ans, les populations de référence des années intermédiaires étant quant à elles estimées par interpolation ou extrapolation. Pour la commune, le premier recensement exhaustif entrant dans le cadre du nouveau dispositif a été réalisé en 2006.

En 2022, la commune comptait 1 720 habitants, en évolution de +11,04 % par rapport à 2016 (Var : +4,98 %, France hors Mayotte : +2,11 %).
| 1793 | 1800 | 1806 | 1821 | 1831 | 1836 | 1841 | 1846 | 1851 |
| ---- | ---- | ---- | ---- | ---- | ---- | ---- | ---- | ---- |
| 753  | 712  | 774  | 634  | 757  | 761  | 779  | 800  | 756  |

| 1856 | 1861 | 1866 | 1872 | 1876 | 1881 | 1886 | 1891 | 1896 |
| ---- | ---- | ---- | ---- | ---- | ---- | ---- | ---- | ---- |
| 718  | 715  | 764  | 677  | 661  | 642  | 620  | 601  | 533  |

| 1901 | 1906 | 1911 | 1921 | 1926 | 1931 | 1936 | 1946 | 1954 |
| ---- | ---- | ---- | ---- | ---- | ---- | ---- | ---- | ---- |
| 489  | 427  | 380  | 345  | 288  | 275  | 230  | 228  | 200  |

| 1962 | 1968 | 1975 | 1982 | 1990 | 1999 | 2006  | 2011  | 2016  |
| ---- | ---- | ---- | ---- | ---- | ---- | ----- | ----- | ----- |
| 180  | 338  | 634  | 428  | 629  | 642  | 1 134 | 1 445 | 1 549 |

| 2021  | 2022  | - | - | - | - | - | - | - |
| ----- | ----- | - | - | - | - | - | - | - |
| 1 655 | 1 720 | - | - | - | - | - | - | - |

### Enseignement
La commune dépend de l'Académie de Nice.
Elle dispose d'une école maternelle et primaire.
Établissements d'enseignements proches :
- Collèges à Figanières, Draguignan,
- Lycées à Draguignan.

### Santé
Etablissements et professionnels de santé les plus proches :
- L'hôpital le plus proche est le Centre hospitalier de la Dracénie et se trouve à Draguignan, à 15 km[42],[43]. Il dispose d'équipes médicales dans la plupart des disciplines[44] : pôles médico-technique ; santé mentale ; cancérologie ; gériatrie ; femme-mère-enfant ; médecine-urgences ; interventionnel.
- Médecin à Montferrat[45] et Draguignan; et pharmacie à Figanières et Draguignan[46].

### Cultes
Culte catholique, paroisse de Saint-Roch de Montferrat, diocèse de Fréjus-Toulon.

## Lieux et monuments
- Église Saint-Roch[49], et sa cloche de 1636[50].
- Les chapelles :
  - Chapelle Notre-Dame de Beauvoir[51],[52] perchée à 660 m d'altitude, élevée dès le IVe siècle, elle est entourée des ruines d'un ermitage et d'un castrum moyenâgeux[53].
  - Chapelle Saint Romain du camp de Canjuers[54].
  - Chapelle Saint-Michel.
  - Chapelle Saint-Paul.
  - Ancienne chapelle de l'Assomption-de-Notre-Dame.
- Monument aux morts[55],[56].
- Tour de l'horloge et sa cloche du XVIIIe siècle[57].
- Fontaine de 1751[58].
- Cascade et gouffre de Pierrepont[59].
- Pont Mirabeau sur la Nartuby[60].
- Camp de Canjuers.

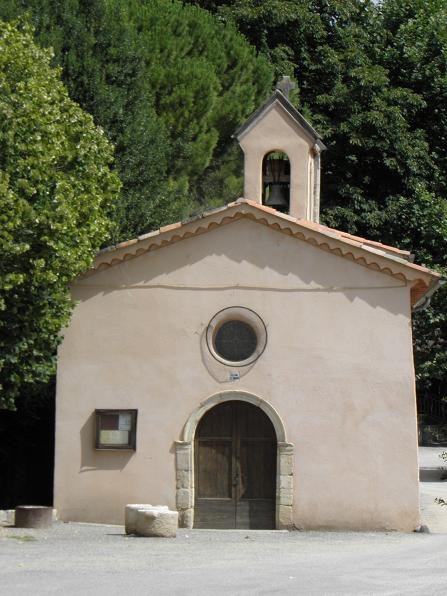
Église Saint-Roch.
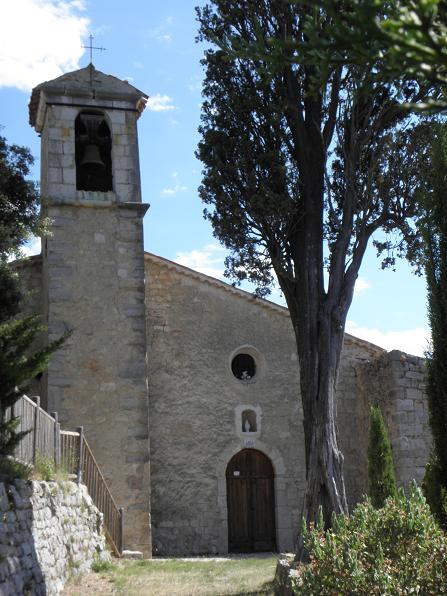
Chapelle N.D. de Beauvoir.
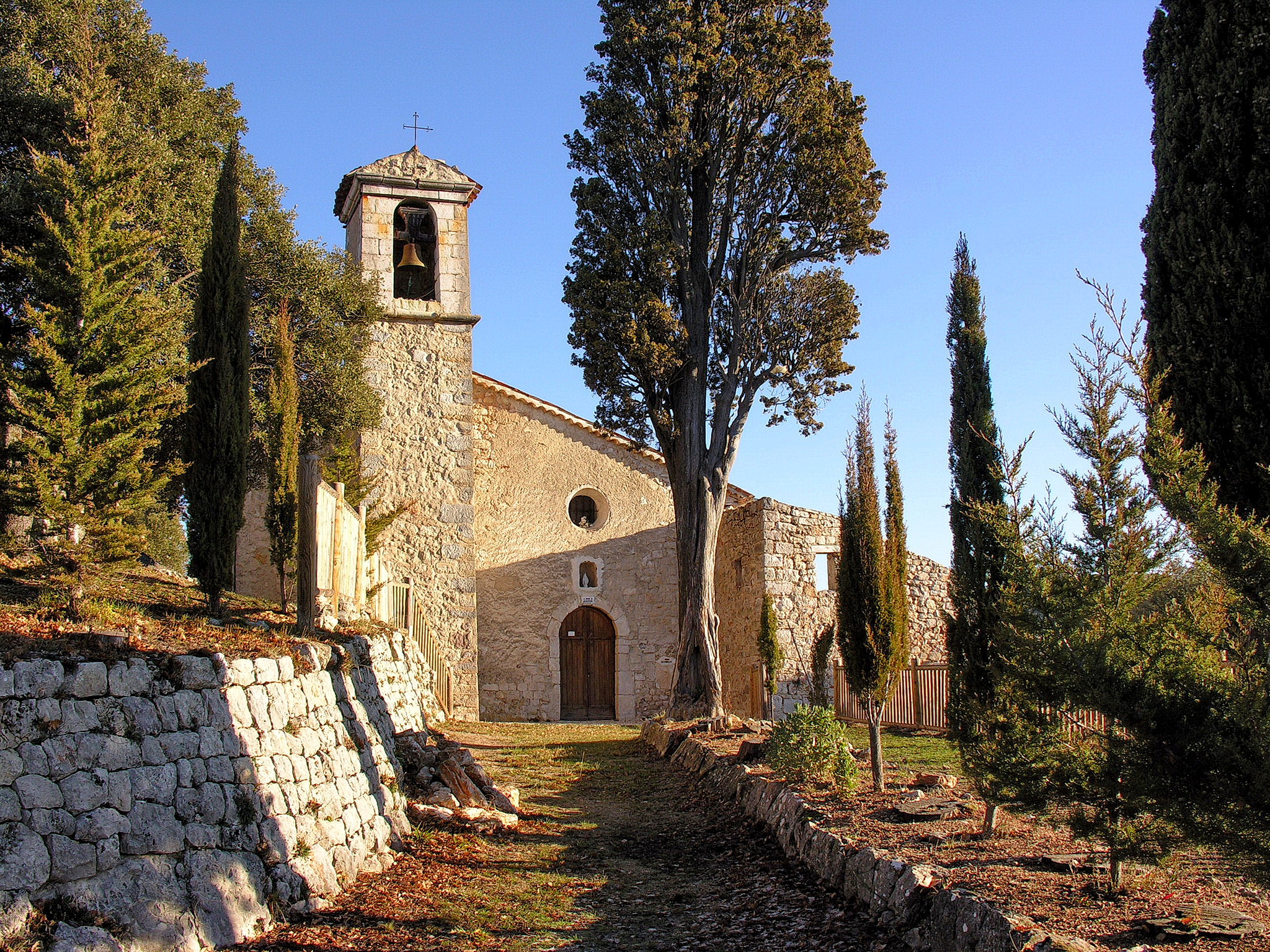
Notre-Dame de Beauvoir.
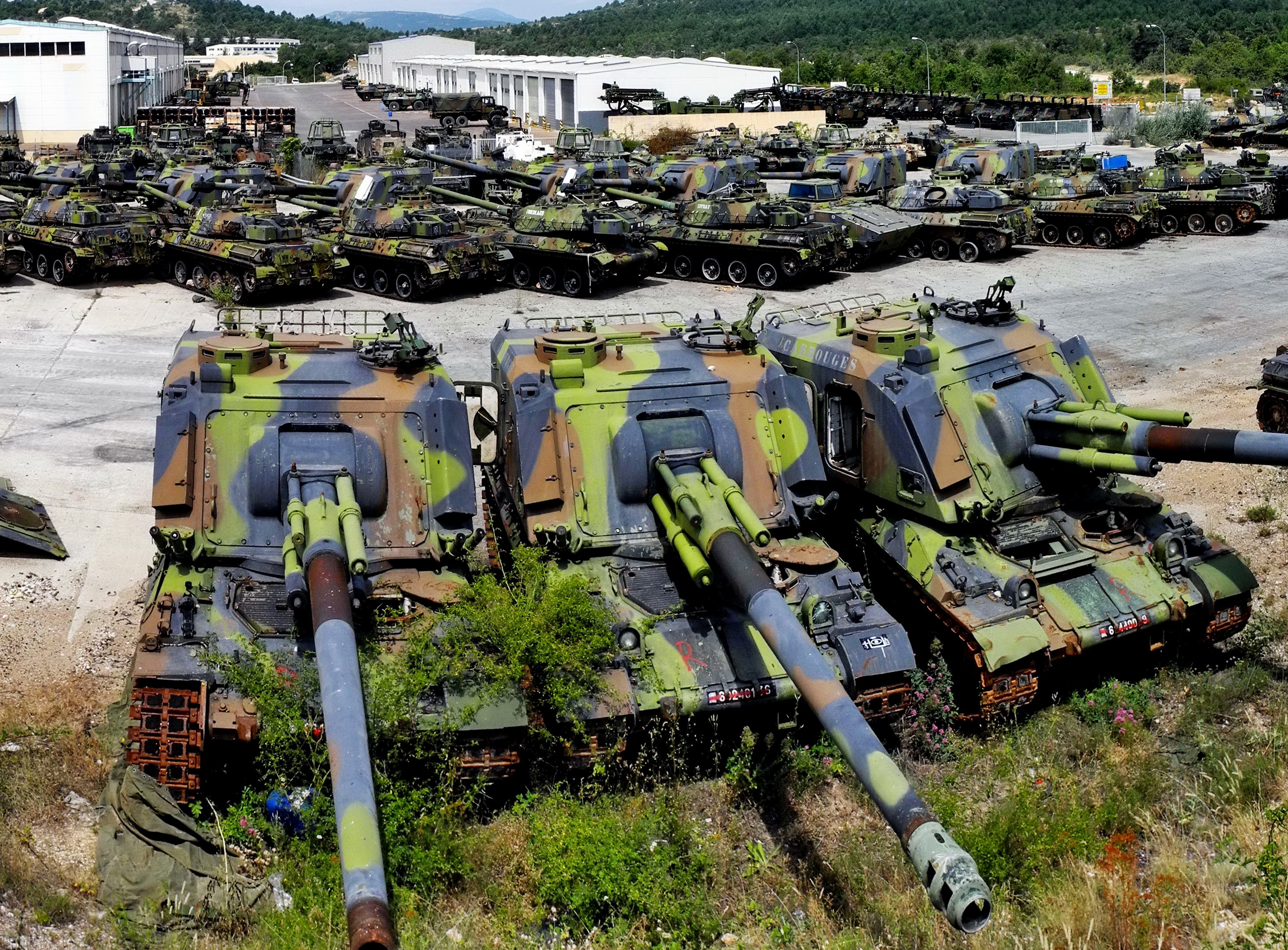
Camp de Canjuers.

## Personnalités liées à la commune
- Famille de Villeneuve.